# Hinrich Cröpelin
Hinrich Cröpelin (auch: Henrich Kröpelin geschrieben; * 16. April 1647 in Esens; † unbekannt) war ein Meister der Holzschneidekunst aus Esens.
Er war der Sohn von Jacob Cröpelin. Nachgewiesen sind von ihm folgende Werke:
- Retabel der Mauritiuskirche in Reepsholt
- Barockkanzel der Victorkirche zu Victorbur (1697)
- Kniebank der Täuferkirche Engerhafe (1698).